# Alois Souček
Alois Souček (5. listopadu 1848 Vyškov – 13. srpna 1915 Vyškov) byl prvním českým starostou Vyškova a majitelem parního mlýna.

## Život
Narodil se do rodiny mlynáře Jiřího Součka který od roku 1803 vedl tzv. „Potůčkův mlýn“ a Gertrudy Svobodové z Manerova. Alois absolvoval obecnou německou školu ve Vyškově a poté pět tříd na reálném gymnáziu v Brně.
Po studiích převzal vedení mlýna po otci a zapojil se do kulturního života Vyškova. Stal se členem Sokola. Byl prvním sokolským náčelníkem ve Vyškově. Zasedal v okresním silničním výboru. Byl také spoluzakladatelem čtenářsko-pěveckého spolku Haná a Okresního hospodářského spolku. Byl rovněž místopředsedou spolku Haná a v letech 1898–1900 se stal po JUDr. Ctiboru Helceletovi předsedou spolku Haná. Zasedal po dobu čtyřiceti let v městském zastupitelstvu. A v roce 1902 byl zvolen prvním českým starostou Vyškova. Jeho funkční období trvalo od 28. března 1902 do 1. května 1910. V průběhu těchto let byla ve Vyškově zřízena plynárna, chodníková dlažba, vznikla budova gymnázia, měšťanské školy a obchodní školy.
Zemřel 13. srpna 1915 ve Vyškově ve věku 78 let. Byl pochován na vyškovském hřbitově.

## Rodina
Alois byl ženatý. Vzal si 25. listopadu 1873 v Ivanovicích na Hané Marii, dceru Josefa Horníčka měšťana z Ivanovic a jeho manželky Marie Jeřábkové taktéž z Ivanovic. Měli spolu čtyři děti.
- Miloslav Stanislav Souček (1874 - ?)
- Jaromír Josef Jan Souček (1876 - ?)
- Marie Božena Součková (1878 - ?)
- Zdenek Josef Alois Souček (1880 - ?)

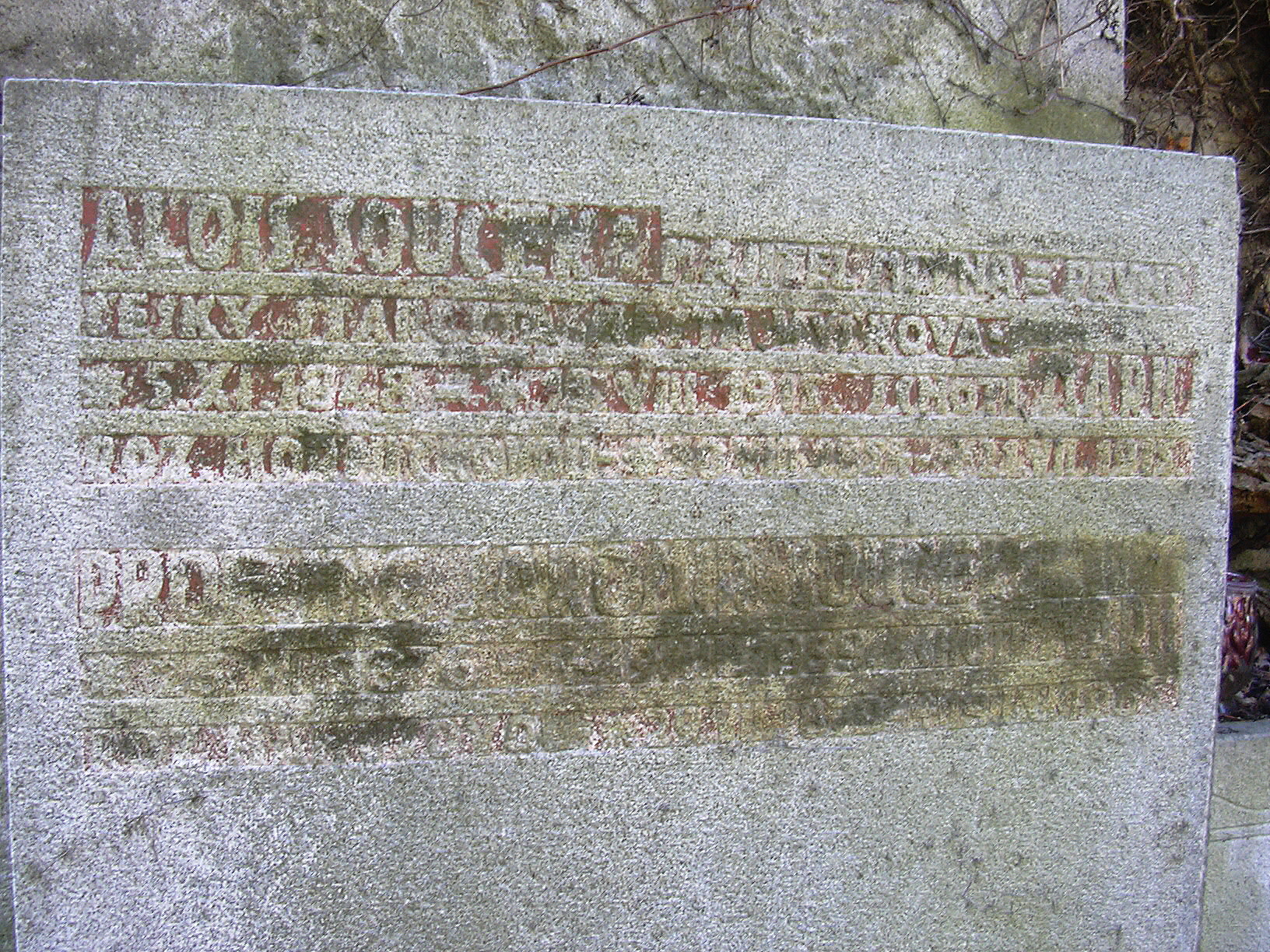
Náhrobní kámen na Vyškovském hřbitově